# Loài quý hiếm
Một loài quý hiếm là một nhóm các sinh vật rất hiếm gặp, khan hiếm hoặc không thường xuyên gặp phải. Chỉ định này có thể được áp dụng cho một đơn vị phân loại thực vật hoặc động vật và khác với thuật ngữ có nguy cơ tuyệt chủng hoặc bị đe dọa. Việc chỉ định một loài quý hiếm có thể được thực hiện bởi một cơ quan chính thức, chẳng hạn như chính phủ quốc gia, tiểu bang hoặc tỉnh. Thuật ngữ phổ biến hơn xuất hiện mà không cần tham khảo các tiêu chí cụ thể. IUCN thường không đưa ra các chỉ định như vậy, nhưng có thể sử dụng thuật ngữ này trong thảo luận khoa học.
Hiếm khi dựa vào một loài cụ thể được đại diện bởi một số lượng nhỏ các sinh vật trên toàn thế giới, thường là ít hơn 10.000. Tuy nhiên, một loài có phạm vi đặc hữu rất hẹp hoặc môi trường sống bị phân mảnh cũng ảnh hưởng đến khái niệm này. Gần 75% các loài được biết đến có thể được phân loại là "hiếm".
Liên minh Bảo tồn Thiên nhiên Quốc tế sử dụng thuật ngữ "hiếm" như một từ chỉ định cho các loài được tìm thấy ở các vị trí địa lý biệt lập. Chúng không có nguy cơ tuyệt chủng nhưng được phân loại là "có nguy cơ tuyệt chủng".
Một loài có thể bị đe dọa hoặc dễ bị tổn thương, nhưng không được coi là hiếm nếu nó có một quần thể lớn, phân tán. Các loài hiếm thường được coi là bị đe dọa vì quy mô dân số nhỏ có nhiều khả năng không phục hồi sau thảm họa sinh thái.
Loài hiếm là loài có quần thể nhỏ. Nhiều người chuyển sang nhóm nguy cấp hoặc dễ bị tổn thương nếu các yếu tố tiêu cực ảnh hưởng đến họ tiếp tục hoạt động. Ví dụ về các loài quý hiếm bao gồm gấu nâu Himalaya, cáo Fennec, trâu rừng Asiatic hoang dã và Hornbill.
Tư cách pháp nhân Một thực vật quý hiếm có thể được quan sát qua Dữ liệu Thực vật USDA.

## Các loài quý hiếm
| Tên gọi chung            | Tên khoa học                 | Tình trạng bảo quản        | Dân số                    | Phạm vi toàn cầu                              |
| ------------------------ | ---------------------------- | -------------------------- | ------------------------- | --------------------------------------------- |
| Gấu trúc khổng lồ        | Ailuropoda melanoleuca       | Dễ bị tổn thương           | 1.000 đến 3.000           | Trung Quốc                                    |
| Lạc đà Bactrian hoang dã | Camelus ferus                | Rất nguy cấp               | 950                       | Kazakhstan / Tây Bắc Trung Quốc / Nam Mông Cổ |
| con báo                  | Acinonyx jubatus             | Dễ bị tổn thương           | 7.000 đến 10.000          | Châu Phi / Tây Nam Á                          |
| California condor        | Gymnogyps californianus      | Rất nguy cấp               | 446                       | Tây Bắc Mỹ                                    |
| Alagoas curassow         | Mitu mitu                    | Tuyệt chủng trong tự nhiên | 130 (bị giam cầm)         | Đông Bắc Brazil                               |
| Đại bàng Philippines     | Pithecophaga jefferyi        | Rất nguy cấp               | 200 cặp giống             | Đông Luzon, Samar, Leyte và Mindanao          |
| Rùa mềm softshell        | Nilssonia nigricans          | Tuyệt chủng trong tự nhiên | 150 đến 300 (bị giam cầm) | Đền thờ Sultan Bayazid Bastami tại Chittagong |
| Cây xương rồng           | Pilosocereus robinii         | Nguy cấp                   | 7 đến 15                  | Chìa khóa Florida, México, Puerto Rico        |
| Kakapo                   | Strigops habroptilus         | Nguy cấp                   | 149                       | New Zealand                                   |
| Cá heo Maui              | Cephalorhynchus hectori maui | Nguy cấp                   | 55                        | New Zealand                                   |
| Vaquita                  | Phocoena sinus               | Nguy cấp                   | 12                        | Vịnh California (México)                      |
| Gấu Gobi                 | Ursus arctos gobiensis       | Nguy cấp                   | 22                        | Sa mạc Gobi (Mông Cổ)                         |